# 根本レンキ
根本 レンキ（ねもと - 、1991年8月7日 - ）は、日本の俳優。東京都出身。血液型A型。身長173cm。

## 出演

### 映画
- ミラーを拭く男（2004年公開）
- 太陽の傷（2006年9月公開）川本真二役

### バラエティ
- ラブ*リルカ（2005年、東京MXテレビ）

### ラジオドラマ
- 円都通信「少女毛虫」川田守役

### プロモーションビデオ
- マツリルカ&アリスMaxi Single「ラブ・リルカ」

### 雑誌
- ニコラ
- 小学六年生